# Stenostomum jamaicense
Stenostomum jamaicense là một loài thực vật có hoa trong họ Thiến thảo. Loài này được (Urb.) Borhidi miêu tả khoa học đầu tiên năm 1993.